# Camilo Prieto Concha
Camilo Prieto Concha (Santiago, 18 de junio de 1897 - 17 de enero de 1965). Abogado y político conservador chileno. Hijo de Joaquín Prieto Hurtado y Lucía Concha Subercaseaux. Contrajo matrimonio con Carmen Sánchez Dávila (1925).

## Actividades Profesionales
Estudió en el Instituto Nacional y en la Facultad de Derecho de la Universidad de Chile, donde se graduó como abogado (1925) con una tesis que se tituló “De las tutelas y curadurías, nuestras prácticas y jurisprudencia.” Sin embargo, su mayor dedicación fueron las actividades agrícolas, explotando los fundos de Paine y Molina.

## Actividades Políticas
Militante del Partido Conservador, por el cual fue elegido Diputado por la 12.ª agrupación departamental, correspondiente a las comunas de Talca, Curepto y Lontué (1941-1945), participando de la comisión permanente de Economía y Comercio.
Reelegido Diputado por la misma agrupación de comunas (1945-1949 y 1949-1953). En estos períodos fue miembro de las comisiones de Hacienda y la de Constitución, Legislación y Justicia.
Murió en Santiago, en 1965, a consecuencia de un ataque cardíaco.